# Eminem
Marshall Bruce Mathers III (n. 17 octombrie 1972, St. Joseph⁠(d), Missouri, SUA), cunoscut mai bine sub numele de scenă Eminem, este un rapper și actor american. Eminem este artistul cu cele mai mari vânzări din anii 2000 în Statele Unite. Revista Rolling Stone l-a clasat pe poziția #82 în topul său „The 100 Greatest Artists of All Time” și l-a declarat „Regele muzicii Hip Hop”. Incluzând și activitatea sa din trupele D12 și Bad Meets Evil, Eminem are la activ 10 albume de poziția #1 în topul Billboard 200. Eminem a vândut peste 170 de milioane de albume și single-uri, fiind artistul cu cele mai mari vânzări din toate timpurile în lume. În iunie 2014, el este al șaselea artist cu cele mai mari vânzări din Statele Unite și artistul hip-hop cu cele mai mari vânzări din lume, având vândute 45.160.000 de albume și 31 de milioane de single-uri digitale.
După albumul său de debut, Infinite (1996), Eminem a căpătat o popularitate mainstream în 1999 prin cel de-al doilea său album, The Slim Shady LP. The Slim Shady LP a fost un succes comercial și i-a adus rapperului primul său Premiu Grammy pentru cel mai bun album rap. Următoarele sale două lansări, The Marshall Mathers LP (2000) și The Eminem Show (2002), de asemenea au avut succes mondial, câștigând fiecare câte un certificat RIAA de diamanat în SUA pentru vânzări. De asemenea, ambele albume au câștigat Premiul Grammy pentru cel mai bun album rap, făcându-l pe Eminem primul artist care a câștigat un asemenea premiu pentru trei LP-uri consecutive. Acestea au fost urmate de Encore în 2004, un alt album cu succes comercial și printre critici. Atunci Eminem a făcut o pauză după turneul din 2005. El a lansat albumele Relapse în 2009 și Recovery în 2010, cel din urmă fiind numit cel mai bine vândut album din lume în 2010, distincție pe care a mai cucerit-o anterior și cu albumul The Eminem Show. Eminem a câștigat Premiul Grammy atât pentru Relapse, cât și pentru Recovery, având un total de 13 Grammy-uri în cariera sa. Cel de-al optulea său album de studio, The Marshall Mathers LP 2, a fost lansat în noiembrie 2013. De asemenea, în faimosul său videoclip, Just Lose It(2004), acesta s-a luat prin atitudinea sa de câțiva artiști printre care Regele Muzicii Pop, Michael Jackson, care a reacționat într-un interviu în care spunea că se simte ofensat de atitudinea lui Eminem și că nu i-a făcut niciun rău pentru ca el să îl trateze așa.
Eminem deține propria sa casă de discuri, Shady Records, alături de managerul său Paul Rosenberg. De asemenea, Eminem deține și un post de radio, Shade 45 în Sirius XM Radio. În noiembrie 2002, Eminem a jucat în film dramatic 8 Mile. El a câștigat Premiul Oscar pentru cea mai bună melodie originală pentru piesa emblematică a filmului "Lose Yourself", devenind astfel primul artist rap din toate timpurile care câștigă premiul. De asemenea, el a avut apariții cameo în The Wash (2001), Funny People (2009) și în serialul de televiziuneEntourage.

## Biografie

### 1972-1997
Și-a petrecut cea mai mare parte a copilăriei atât în orașul în care s-a născut, cât și în Detroit. Atras fiind de muzica rap încă din copilărie, Eminem a început să cânte de la vârsta de 14 ani, repetând în subsolul casei unui coleg de școală. Cei doi și-au luat numele de scenă Manix și M&M (Marshall Mathers), schimbat în scurt timp în Eminem. Pentru a putea trece peste piedicile și concepțiile rasiste cum că albii nu cântă rap, s-a hotărât că modul cel mai ușor de a caștiga audiența în lumea « underground » este de a face battle cu alți rapperi, în cluburi. Deși nu a fost acceptat imediat, în timp a devenit atât de popular încât oamenii îl provocau pentru a-și face un renume ei înșiși.
Controversele rezultate din versurile sale au reprezentat cea mai bună reclamă pe care orice muzician și-ar fi dorit-o. Nu a mai existat un rapper de rasă caucaziană care să aibă succesul său. Toate acestea i-au oferit o platformă inaccesibilă altora, poate la fel de talentați rapperi afro-americani. Deși un bun producător, talentele sale au fost mereu umbrite de prezența sa media, prezență ce combina elemente de geniu neînțeles. Mesajele sale se refereau la tineretul dezafectat care are puține modele în lumea rap la care să se raporteze.
Sinuciderea unchiului său a determinat ieșirea sa pe o scurtă perioadă din lumea muzicii rap, dar s-a întors și a început să primească oferte de a forma grupuri. Pentru prima dată s-a alăturat formației New Jacks, apoi formației Soul Intent de unde a scos prima melodie, în 1995. Un rapper pe nume Proof, alături de care a cântat Eminem, l-a plăcut atât de mult încât l-a invitat să formeze un grup. Acestui grup i s-au alăturat câțiva prieteni și au alcătuit D12, format din șase membri, fiecare având proiectul său solo.
Nașterea primului său copil a pus, din nou, cariera sa pe planul doi fiind nevoit să lucreze pentru a avea grijă de familia lui. Acest lucru a determinat începutul compozițiilor de texte cu conținut explicit, arătându-și astfel nefericirea și tristețea.   
Un album de debut în 1996 - “ Infinite” a deviat ruta sa artistică însă a primit și ceva laude comparându-l cu Nas și AZ. Apoi a creat “Slim Shady”, un alter ego, deoarece i s-a făcut frică să cânte despre ceea ce simte. Scriind despre sentimentele sale, a avut mult material în același an, atunci când mama sa a fost acuzată de abuz mental și fizic asupra fratelui său mai mic. Anul următor prietena sa l-a părăsit și i-a interzis să mai viziteze copilul, așa că a fost obligat să se mute înapoi cu mama sa, experiență care i-a mărit ura pentru ea. Ceea ce scria devenea din ce în ce mai rău, dar asta după începutul abuzului de alcool și de droguri (somnifere – din cauza stresului nu mai putea să doarmă și a fost nevoie să apeleze la medicamente, dar a devenit dependent).
O tentativă de sinucidere ratată a fost ultima picătură, apoi a realizat că singurul mod de a evada din viața sa atât de tristă era să se ocupe serios de muzică. A scos LP-ul “Slim Shady” plin de spirit, vesel, amuzant și provocator. Făcând o impresie foarte bună, nu numai prin modalitatea sa de a cânta rap nazal ci și prin culoarea pielii, a fost numit “marea speranță albă”.
După cum spune « legenda », Dr. Dre i-a descoperit caseta pe treptele casei de producție Interscope, însă în realitate, Eminem a ocupat locul doi la un concurs de freestyle, în 1997. Concursul se chema Rap Olympics MC Battle și a avut loc în Los Angeles. După concurs i s-a cerut un demo. După o lună Dr. Dre a ascultat demo-ul lui Eminem. Dre a fost mai uimit de culoarea pielii decât de talentele sale. După nici o oră din prima întâlnire înregistrau deja “My Name Is”. Dre a fost de acord să-i producă albumul și au scos melodia “Just Don’t Give a Fuck” pentru a-și face reclamă albumului. S-a împăcat cu prietena sa, cu care s-a căsătorit în 1998, iar Interscope îl promova ca pe discipol al lui Dre. O apariție pe Kid Back’s Devil Without a Cause l-a ajutat să-și îmbunătățească imaginea și să devină mult mai cunoscut.

### 1998–1999:The Slim Shady LP

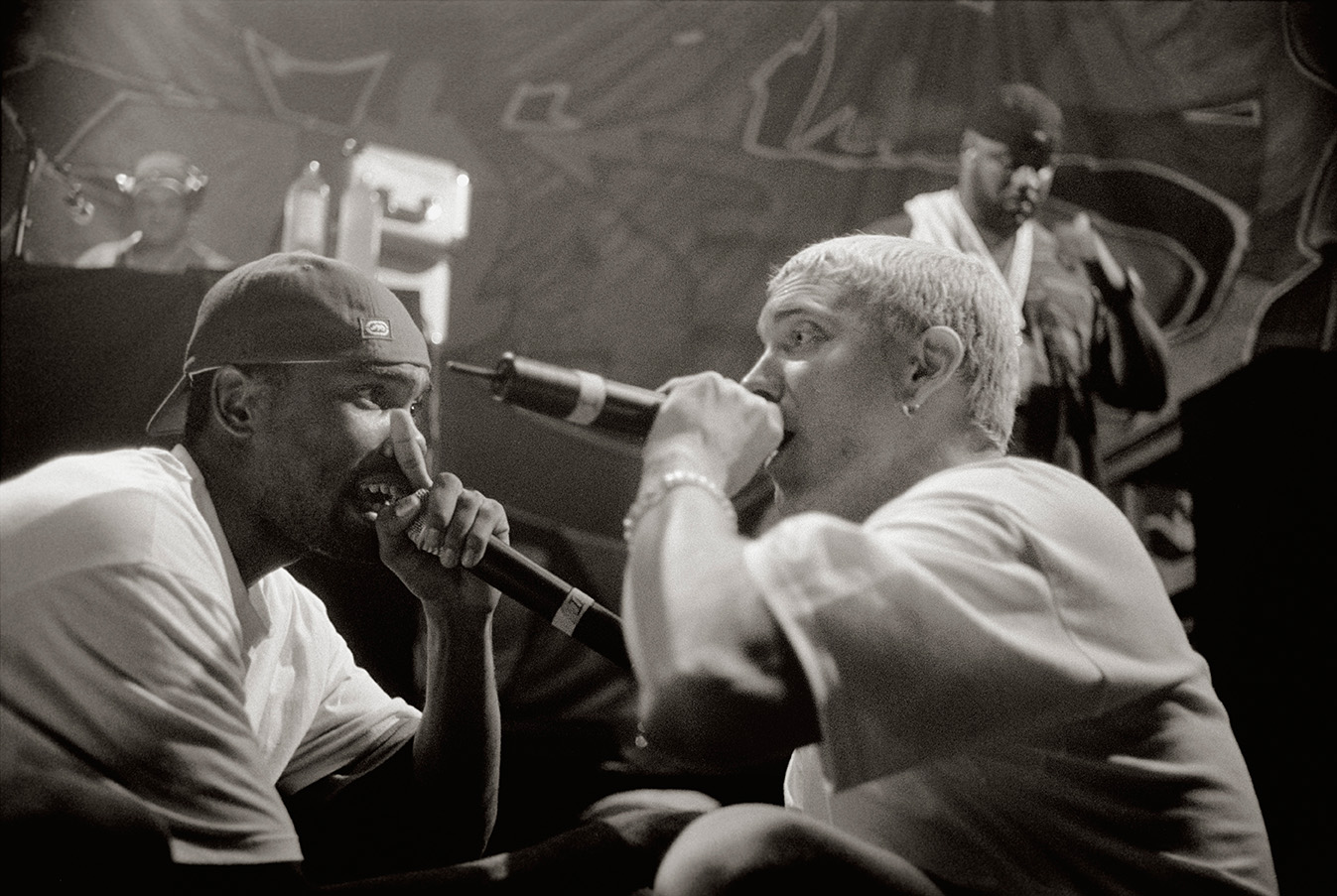
Proof și Eminem în timpul unui concert în München, 1999

Cel mai bine-vândut LP al lui Eminem vine în anul 1999, având marele hit (atât melodie cât și videoclip) “My Name Is”, plus “Guilty Conscience”, ce i-au adus în următorul an câștigarea de trei ori a discului de platină. Devenind foarte vizibil, critici numeroase au apărut la adresa versurilor și continutului explicit. 
Discipol al lui Dr. Dre, rapperul Eminem devine în 1999 unul dintre cei mai controversați rapperi din branșă. Folosind beat-uri inteligente și având un talent incredibil de a da frâu liber sentimentelor și întâmplărilor nefericite ce i-au ocupat toată copilăria, succesul său devine cel mai mare succes de la debutul solo al lui Dr. Dre, cu șapte ani în urmă.
Iar în 2002 a apărut în filmul "8 Mile" alături de Brittany Murphy. Filmul a fost un succes financiar și de critică. Eminem a câștigat Premiul Oscar pentru cea mai bună melodie originală pentru "Lose Yourself".

### 2000–2002:The Marshall Mathers LPșiThe Eminem Show
În mai 2000 a fost lansat The Marshall Mathers LP. Acesta avea să fie vândut în 1,76 de milioane de copii doar în prima săptămână, bătând recordurile lui Snoop Dogg Doggystyle ca cel mai rapid vândut album hip hop și al lui Britney Spears ...Baby One More Time ca cel mai rapid vândut album solo din istoria Statelor Unite. Primul single lansat de pe album, "The Real Slim Shady", a fost un succes și a creat o anumită controversă prin insultarea celebrităților și făcând afirmații dubioase despre ele; printre altele, în cântec se spune că Christina Aguilera i-ar fi făcut sex oral lui Fred Durst și Carson Daly. În cel de-al doilea single, "The Way I Am", el dezvăluie fanilor presiunea casei de discuri pentru a promova "My Name Is" și a-l vinde cât mai bine. Deși în videoclipul piesei "My Name Is" Eminem l-a parodiat pe rockerul non-conformist Marilyn Manson, cei doi sunt în relații bune; Manson este menționat în "The Way I Am" și a apărut în videoclip, dar și a interpretat cu Eminem un remix a piesei într-un concert. În cel de-al treilea single, "Stan" (care conține sample-uri din piesa "Thank You" de Dido), Eminem apare în două ipostaze - ca artist cum încearcă să se împace cu faima sa, dar și în persoana unui fan de-al său care se sinucide în timp ce prietena sa e însărcinată, reflectând "'97 Bonnie & Clyde" pe The Slim Shady LP. Revista Q a numit piesa "Stan" al treilea cel mai bun cântec rap din toate timpurile, iar într-un sondaj similar creat de Top40-Charts.com piesa s-a clasat pe locul 10. De atunci piesa a devenit extrem de apreciată și a ajuns pe poziția #290 în topul "500 Greatest Songs of All Time" realizat de revista Rolling Stone. În iulie 2000, Eminem a devenit prima persoană „albă” care apare pe coperta revistei The Source. The Marshall Mathers LP a fost certificat cu 10×platină de către RIAA.
Eminem a cântat împreună cu Elton John la cea de-a 43-a ceremonie a Premiilor Grammy în anul 2001; atunci Gay & Lesbian Alliance Against Defamation (GLAAD), o organizație care percepuse versurile lui Eminem ca fiind homofobice, a condemnat decizia homosexualului declarat John, de a cânta cu Eminem. Entertainment Weekly a inclus acest eveniment în lista sa a celor mai marcante evenimente din ultimul deceniu, spunând, "A fost ca o îmbrățișare văzută în jurul lumii. Eminem, sub presiune pentru versuri homofobice, a împărțit scena cu o figură emblematică a gay-ilor pentru o interpretare a piesei "Stan" care ar fi fost memorabilă, în orice context." Pe 21 februarie, în ziua ceremoniei, GLAAD a organizat un protest în fața Staples Center, gazda ceremoniei premiilor Grammy. În 2001 el a participat la turneele muzicale Up in Smoke Tour cu rapperii Dr. Dre, Snoop Dogg, Xzibit și Ice Cube, Family Values Tour cu formația Limp Bizkit, și a fost artistul principal în turneul Anger Management Tour cu Papa Roach, Ludacris și Xzibit.
Eminem a lansat The Eminem Show în mai 2002. Acesta a devenit un nou hit pentru rapper, ajungând pe poziția 1 în topuri și înregistrând vânzări de peste 1,332 milioane de copii în prima săptămână. Albumul conținea single-ul "Without Me", în care Eminem face comentarii derogatorii despre formațiile, Limp Bizkit, Dick Cheney și Lynne Cheney, dar și Moby, printre alții. The Eminem Show a fost certificat cu 10×platină de Recording Industry Association of America (RIAA). Albumul reflecta impactul creșterii popularității sale, relația sa cu soția și fiica, și statutul său în comunitatea hip-hop. El tratează, de asemenea, și acuzațiile aduse lui după atacarea unui om într-un club de nopate, când i-a părut că acela i-ar fi sărutat soția sa. Stephen Thomas Erlewine de la Allmusic a spus că a simțit că, în timp ce era clar că furia este prezentă pe mai multe piese, acest album a fost considerabil mai puțin violent decât precedentul, The Marshall Mathers LP. Totuși, L. Brent Bozell III, care anterior a criticat The Marshall Mathers LP pentru conținutul versurilor pe care Bozell le-a perceput ca misoginiste, a notat că The Eminem Show utilizează pe larg un limbaj obscen, dându-i lui Eminem porecla "Eminef" pentru excesul utilizării sintagmei motherfucker, o obscenitate predominantă pe album. The Eminem Show a fost best-selling album of 2002.

### 2004–2005:Encore

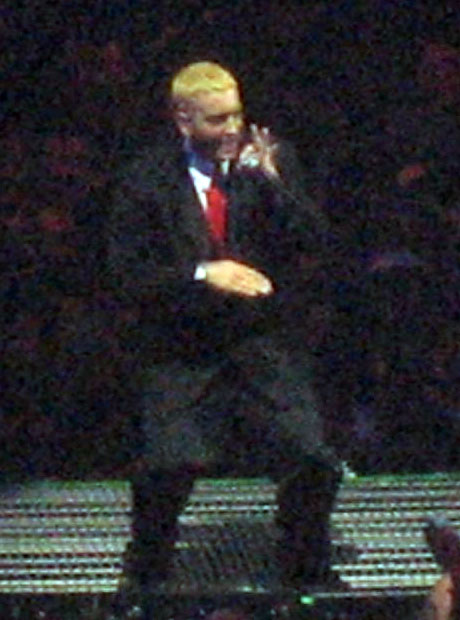
Eminem în timpul Anger Management Tour, 2005

În albumul Encore se lansează multe melodii faimoase:Encore, Mosh, Mockingbird, Like toy soliders, When I'm Gone.
În melodia When im Gone Eminem încearcă să scape de Slim Shady.
Encore este un cântec scris de rapper-ul Eminem, lansat în 2004 ca un vinil în SUA, a fost piesa de titlu de la al cincilea album de studio major, Encore, care a fost de asemenea lansat în acel an.Melodia a fost compusă în colaborare cu cei mai mari artiști de pe Aftermath casa de discuri (el însuși, Dr.Dre și 50 Cent). Acesta a fost nominalizat pentru titlul de Cel mai bun Rap Performance de un Duo sau de un grup la Premiile Grammy din 2006,dar a pierdut în fața lui Black Eyed Peas piesa "Nu te pune cu inima mea".

### 2005–2008: Pauza
După ce a anunțat că se va retrage, Eminem a scos un nou album în 2006 “Eminem Presents The Re-Up”, în care îi lansează pe câțiva tineri rapperi. Cel mai promițător părând să fie Stat Quo.

### 2008–2009: Relapse, Relapse Refill și Relapse 2
Eminem a publicat recent un nou album, Relapse Refill. El a spus că acesta a fost făcut special pentru fani.
În 2010 a câștigat premiul Grammy pentru 'Cel mai bun album rap pentru albumul Relapse, și pentru 'Cea mai bună performanță duo sau grup' pentru melodia Crack a bottle interpretată împreună cu Dr.Dre
și 50 Cent.A mai fost nominalizat la secțiunea 'Cea mai bună performanță rap solo' cu melodia Beautiful.În 2009,Eminem i-a cerut scuze lui Michael Jackson pentru imaginile din videoclipul "Just Lose It",menționând că Michael a fost sursa sa de inspirație.

### 2010–2011:Recovery
Recovery s-a vândut în 741.000 de copii în USA, în prima săptămână de la lansare, devenind între timp cel mai bine vândut album din 2010. Primul single extras de pe Recovery a fost "Not Afraid",urmat de "Love The Way You Lie" și apoi de "No Love"

### 2011–2012
Nov 2011 :Câștigă Premiul Grammy pentru cel mai bun album hip-hop.

### 2013:The Marshall Mathers LP2
Eminem lansează noul său album "The Marshall Mathers LP2" care vine ca o continuare a albumului din 2000. Albumul a fost lansat pe data de 5 noiembrie. Varianta simplă conține 16 piese pe când varianta "deluxe" conține alte 5 piese. Albumul a debutat pe locul 1 al  Billboard 200 devenind cel de al 7-lea album al lui Eminem care debutează pe locul 1.

### 2017:Revival
Eminem publică anticipatul album "Revival" după 3 ani de tăcere.

### 2018:Kamikaze
Eminem vine cu un album, in mare parte cu diss-uri ale rapperilor Americani, asadar, albumul a fost lansat pe data de 31 august.

### 2020: Music To Be Murder By
Eminem vine cu un nou album,cea mai evidentiata piesa de pe acest album a fost Godzilla,deoarece acesta piesa a venit intr-o colaborare neasteptata din lumea Mumble Rap-ului Juice World,care a decedat cu aproximativ o luna inainte de lansarea oficiala a albumui.

## Discografie
- Infinite (1996)
- The Slim Shady LP (1999)
- The Marshall Mathers LP (2000)
- The Eminem Show (2002)
- Encore (2004)
- Relapse (2009)
- Recovery (2010)
- The Marshall Mathers LP 2 (2013)
- Revival (2017)
- Kamikaze (2018)
- Music to Be Murdered By (2020)
- The Death of Slim Shady (Coup de Grâce) (2024)